# Bahnhof Numazu
Der Bahnhof Numazu (jap. 沼津駅, Numazu-eki) ist ein Bahnhof auf der japanischen Insel Honshū, betrieben von der Bahngesellschaft JR Central. Er befindet sich in der Präfektur Shizuoka auf dem Gebiet der Stadt Numazu.

## Verbindungen
Numazu ist ein Trennungsbahnhof an der Tōkaidō-Hauptlinie, einer der bedeutendsten Bahnstrecken Japans. Von dieser zweigt die Gotemba-Linie ab, die bis 1934 Teil der Tōkaidō-Hauptlinie war und seither eine Alternativroute darstellt. JR Central führt den Personenverkehr auf beiden Strecken durch. Der überregionale Fernverkehr wird zum größten Teil im nahe gelegenen Bahnhof Mishima abgewickelt, der an der Schnellfahrstrecke Tōkaidō-Shinkansen liegt.
Numazu ist die westliche Endstation von täglich neun Schnellzügen nach Tokio, von denen sieben weiter nach Utsunomiya oder Takasaki verkehren. Der Home Liner (ホームライナー) von Numazu über Shizuoka nach Hamamatsu ist ein Eilzug während der Verkehrsspitze mit reservierten Sitzplätzen. Ebenfalls in Numazu halten die Nachtzüge Sunrise Izumo (サンライズ出雲) und Sunrise Seto (サンライズ瀬戸). Regionalzüge verkehren auf der Tōkaidō-Hauptlinie, abhängig von Streckenabschnitt und Tageszeit, drei- bis sechsmal pro Stunde. Sie befahren dabei üblicherweise den Abschnitt zwischen Atami und Shizuoka. Auf der Gotemba-Linie fahren Regionalzüge in einem unregelmäßigen Takt (ca. alle 30 bis 60 Minuten) über Gotemba nach Kōzu, mit Halt an allen Stationen. Ergänzt wird das Angebot zu den Hauptverkehrszeiten durch Verstärkerzüge nach Gotemba.
Der Busterminal auf dem südlichen Bahnhofsvorplatz wird von mehreren Dutzend Buslinien der Gesellschaften Izuhakone Bus, Tōkai Bus Orange Shuttle und Fujikyū City Bus bedient. Letztere führt den Stadtbusverkehr durch und bedient mit mehreren Linien auch eine Haltestelle auf dem nördlichen Bahnhofsvorplatz.

## Anlage
Der Bahnhof liegt am nördlichen Rand des Stadtzentrums. Er ist von Osten nach Westen ausgerichtet und besitzt 13 Gleise. Davon dienen sieben als Abstell- und Rangiergleise sowie sechs für den Personenverkehr. Letztere liegen an drei überdachten Mittelbahnsteigen. Sie sind an ihrem westlichen Ende durch eine gedeckte Überführung mit dem Haupt-Empfangsgebäude an der Südseite und dem Neben-Empfangsgebäude an der Nordseite der Anlage verbunden. Im östlichen Teil verbindet eine Unterführung die Bahnsteige mit dem Hauptgebäude.
Etwa ein Kilometer westlich des Personenbahnhofs befindet sich ein von JR Freight betriebener Güterbahnhof. Er besteht aus drei Gleisen für den Containertransport, sechs Gleisen für den Wagenladungsverkehr und einem Güterschuppen. Ein Anschlussgleis führt zum Werk des Elektrokonzerns Meidensha. Östlich des Bahnhofs ist an der Gotemba-Linie eine Abstellanlage zu finden.
Im Jahr 2016 nutzten täglich durchschnittlich 20.815 Fahrgäste den Bahnhof.

## Bilder

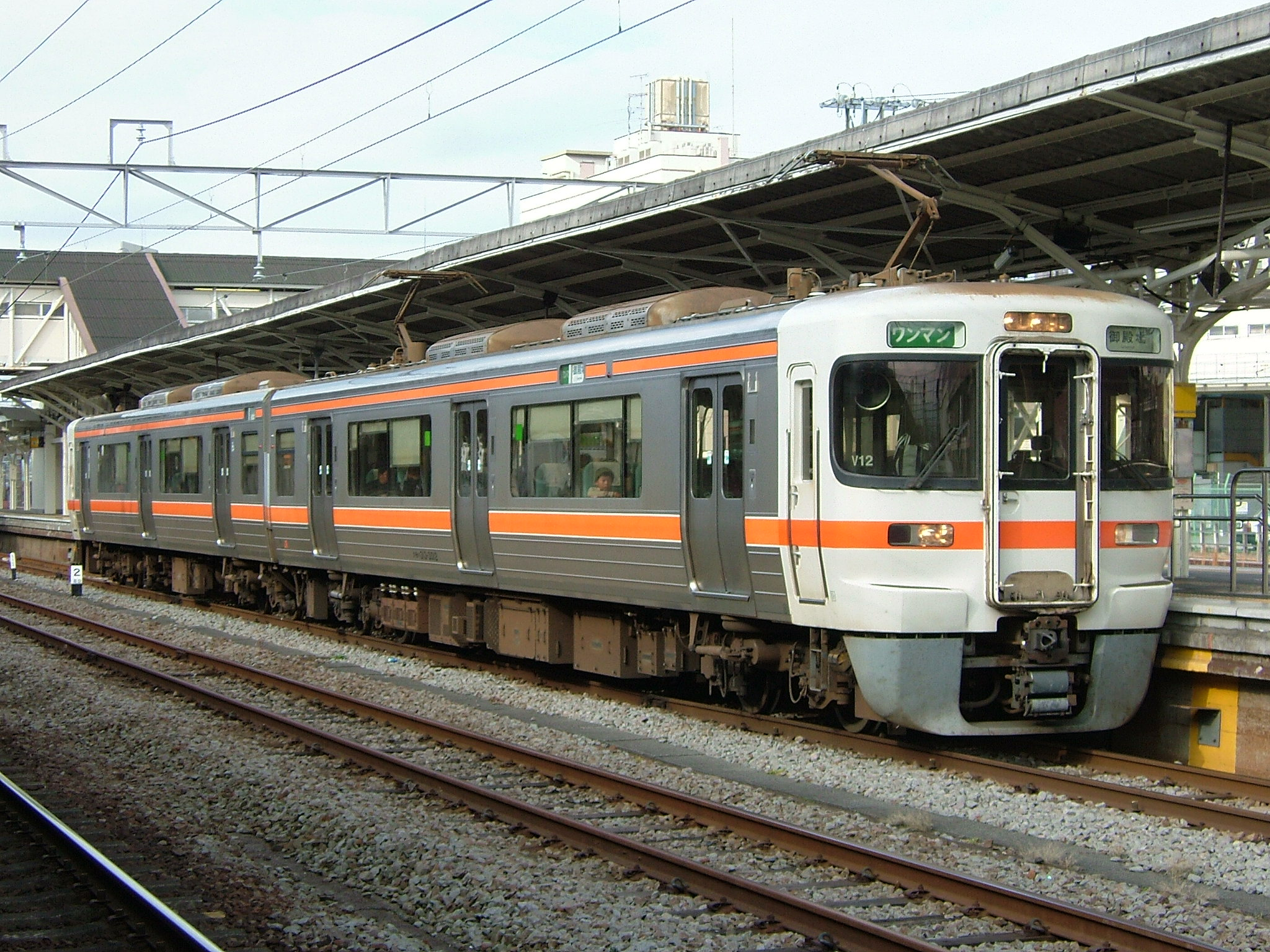
Triebwagen der Baureihe 313
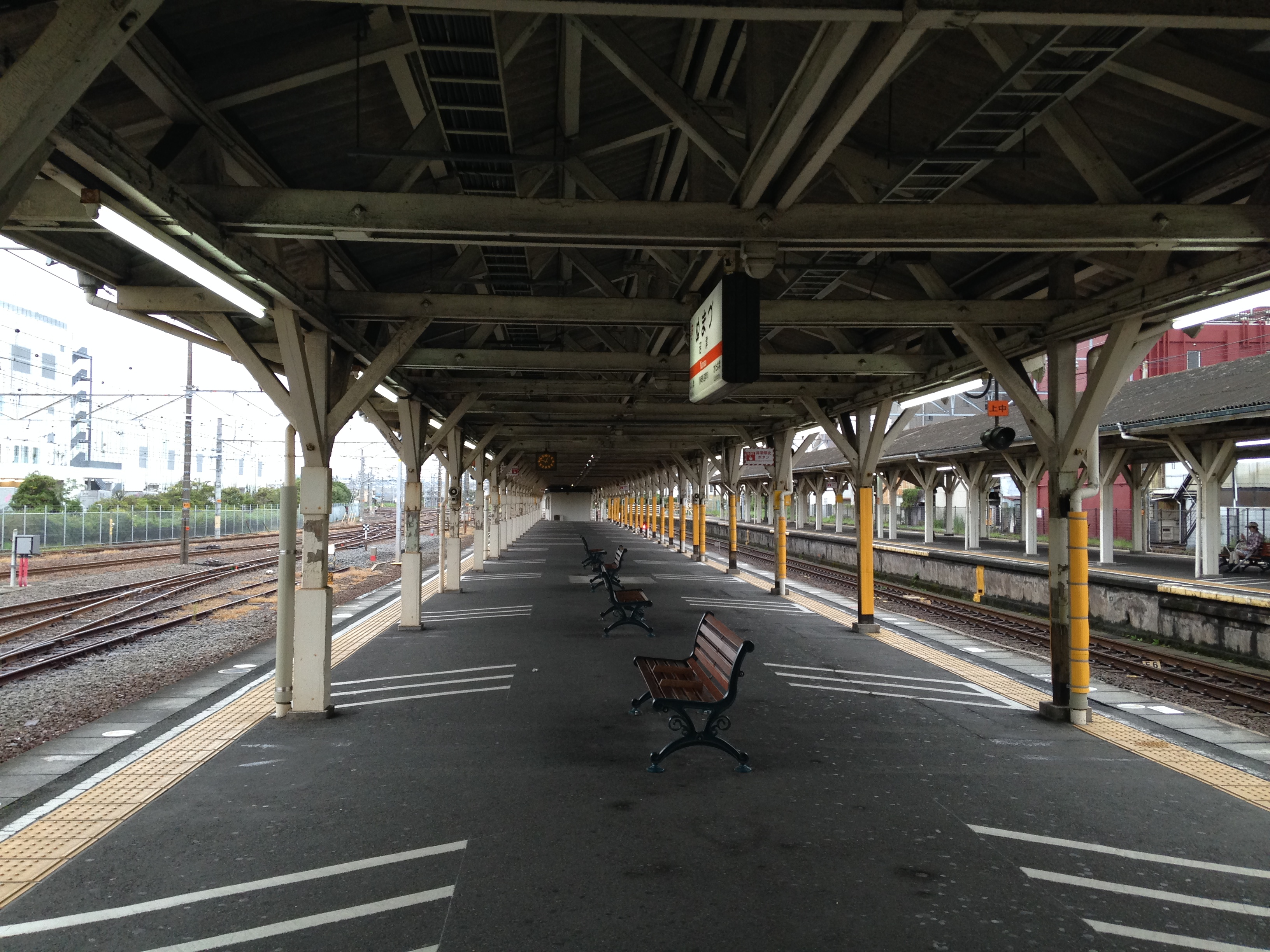
Mittelbahnsteig
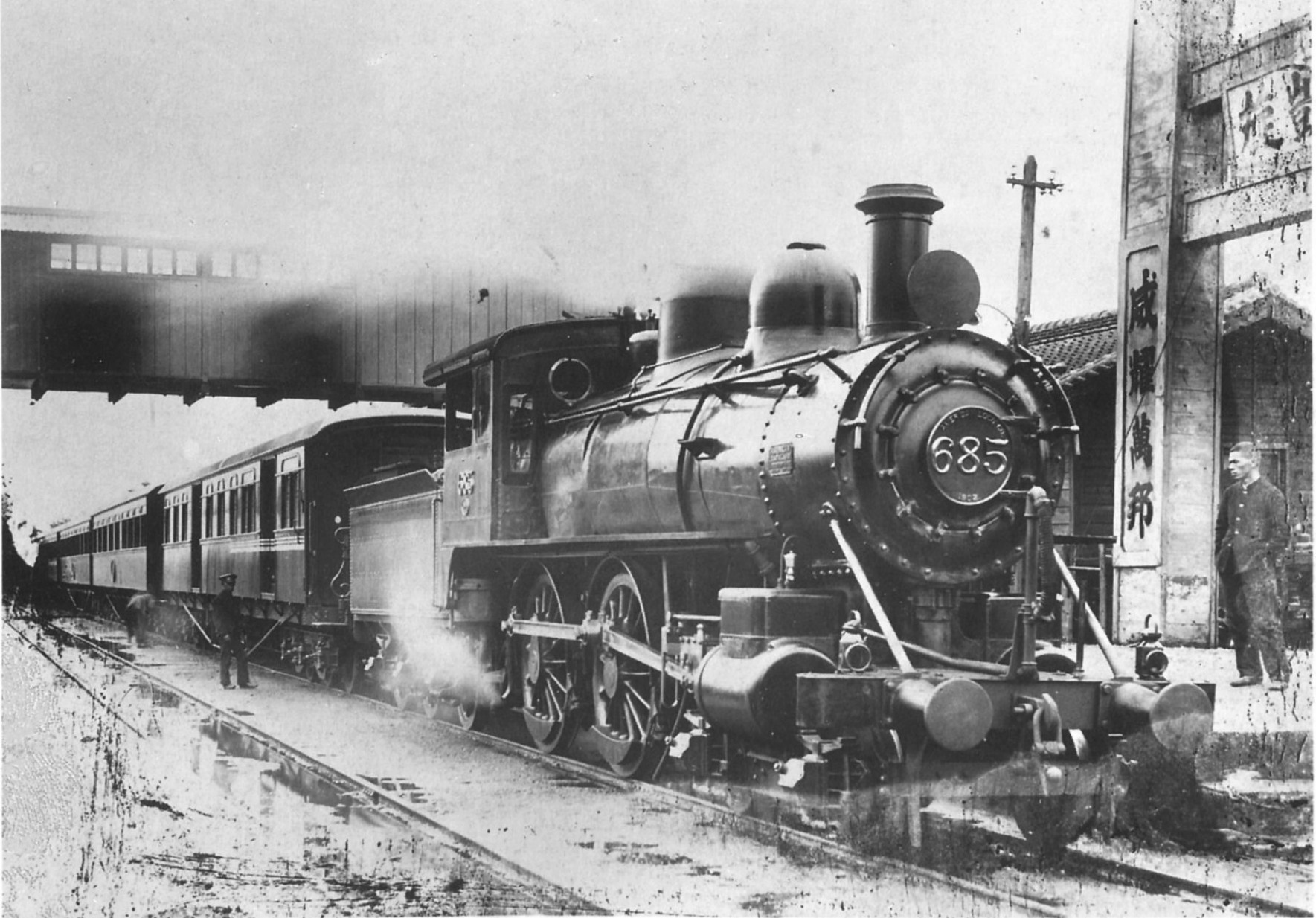
Dampflok der Baureihe 6400 in Numazu (ca. 1905)
Bahnhofsvorplatz
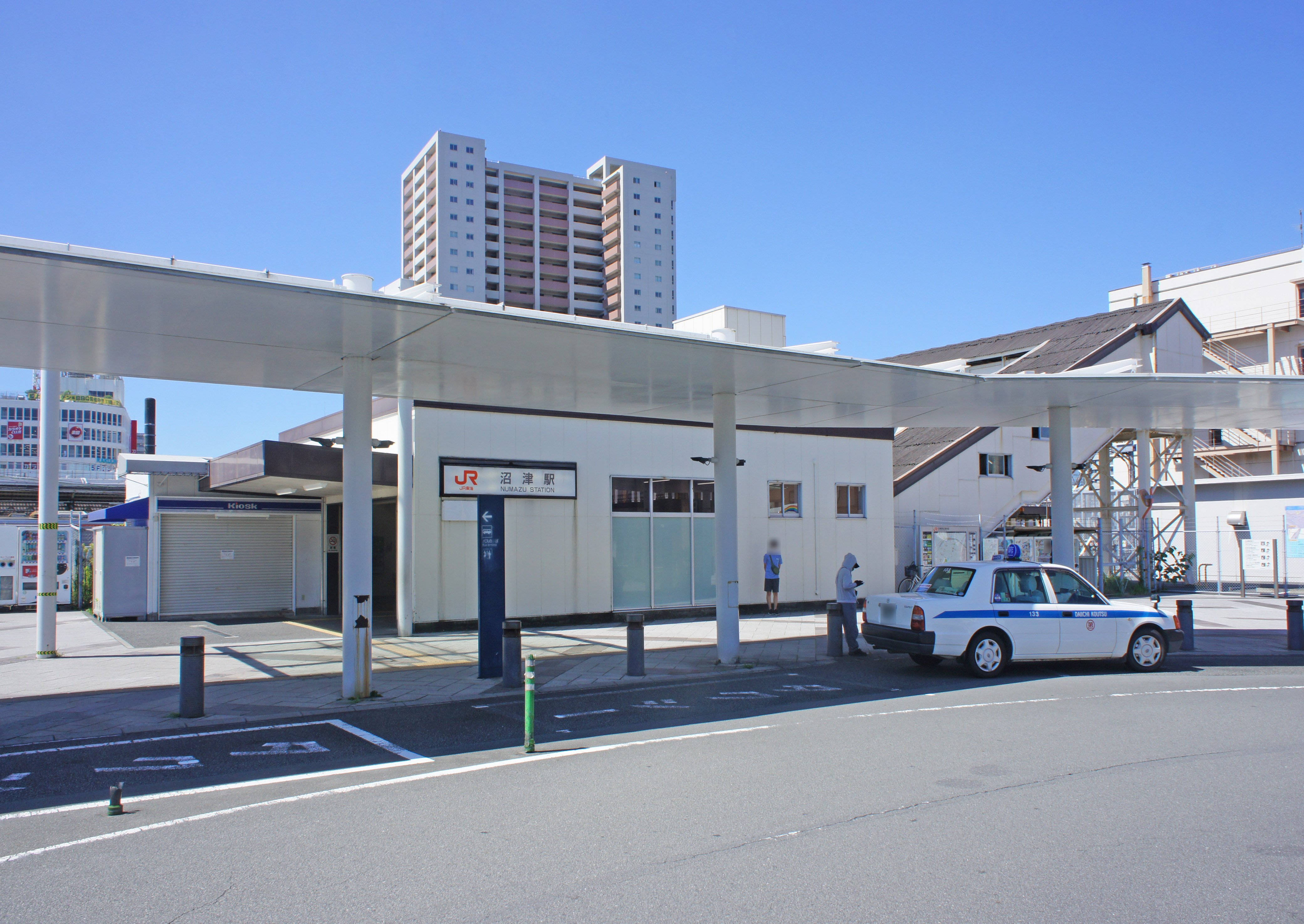
Nordausgang (Juli 2022)

## Gleise
| 1/2 | ▉ Tōkaidō-Hauptlinie | Shizuoka • Hamamatsu • Toyohashi |
| 3/4 | ▉ Tōkaidō-Hauptlinie | Atami • Yokohama • Tokio         |
| 5/6 | ▉ Gotemba-Linie      | Gotemba • Kōzu                   |

## Linien
| Verlauf der Tōkaidō-Hauptlinie (Atami–Toyohashi) |
| --- |
| Atami • Kannami • Mishima • Numazu • Katahama • Hara • Higashi-Tagonoura • Yoshiwara • Fuji • Fujikawa • Shin-Kambara • Kambara • Yui • Okitsu • Shimizu • Kusanagi • Higashi-Shizuoka • Shizuoka • Abekawa • Mochimune • Yaizu • Nishi-Yaizu • Fujieda • Rokugō • Shimada • Kanaya • Kikugawa • Kakegawa • Aino • Fukuroi • Iwata • Toyodachō • Tenryūgawa • Hamamatsu • Takatsuka • Maisaka • Bentenjima • Araimachi • Washizu • Shinjohara • Futagawa • Toyohashi |

| Verlauf der Gotemba-Linie |
| --- |
| Kōzu • Shimosoga • Kami-Ōi • Sagami-Kaneko • Matsuda • Higashi-Yamakita • Yamakita • Yaga • Suruga-Oyama • Ashigara • Gotemba • Minami-Gotemba • Fujioka • Iwanami • Susono • Nagaizumi-Nameri • Shimo-Togari • Ōoka • Numazu |

## Geschichte
Am 1. Februar 1889 eröffnete die staatliche Eisenbahn ein Teilstück der Tōkaidō-Hauptlinie, das von Kōzu über Gotemba und Numazu nach Shizuoka führte. Fünf Monate später, am 1. Juli 1889, war die durchgehende Verbindung zwischen Tokio und Kōbe fertiggestellt. Numazu war von Anfang an ein bedeutender Zwischenhalt. Die Bedeutung nahm weiter zu, als am 15. November 1899 die beim Bahnhof abzweigende Hafenbahn (3,2 km Länge) in Betrieb ging. Sowohl 1913 als auch 1926 zerstörte ein Großbrand das Empfangsgebäude, woraufhin es beide Male neu errichtet werden musste.
Die steigungsreiche Streckenführung via Gotemba erwies sich zunehmend als Flaschenhals, weshalb das Eisenbahnministerium ab 1918 eine Neubaustrecke errichtete, die in Numazu abzweigen und über Atami nach Kōzu führen sollte. Aufgrund langwieriger Verzögerungen beim Bau des Tanna-Tunnels konnte sie erst 16 Jahre später am 1. Dezember 1934 eröffnet werden. Elektrische Nahverkehrszüge aus Richtung Tokio verkehrten fortan bis Numazu, während westlich davon weiterhin Dampflokomotiven im Einsatz waren. Außerdem erhielt die Gebirgsstrecke über Gotemba ihre heutige Bezeichnung Gotemba-Linie. Ein Luftangriff der United States Army Air Forces am 16. Juni 1945 zerstörte das Empfangsgebäude vollständig; erst acht Jahre später wurde es wiederaufgebaut. Ab 1. Februar 1949 reichte der Fahrdraht auf der Tōkaidō-Hauptlinie über Numazu hinaus bis nach Shizuoka.
Nachdem ab 1955 auf der Gotemba-Linie Dieseltriebwagen eingesetzt worden waren, wurde diese Strecke am 1. Juli 1968 ebenfalls elektrifiziert. Im selben Jahr nahm die Japanische Staatsbahn im Güterbahnhof Anlagen für den Containertransport in Betrieb. Das heutige Empfangsgebäude besteht seit 1973. Aus Rationalisierungsgründen legte die Staatsbahn am 1. September 1974 die Hafenbahn still, ebenso stellte sie am 1. November 1986 die Gepäckaufgabe ein. Im Rahmen der Staatsbahnprivatisierung ging der Bahnhof am 1. April 1987 in den Besitz der neuen Gesellschaft JR Central über.
Von 1906 bis 1961 verkehrte die 6,6 km lange elektrische Straßenbahn Numazu vom südlichen Bahnhofsvorplatz aus zu den Bahnhöfen Mishima-Hirokōji und Mishima-Tamachi an der Sunzu-Linie.